# Teknologisk determinism
Teknologisk determinism eller teknisk determinism  är en reduktionistisk teori som förutsätter att ett samhälles teknik driver utvecklingen av dess samhällsstruktur och kulturella värden.
De viktigaste företrädarna för teknisk determinism var Thorstein Veblen och Wesley Clair Mitchell, liksom William Fielding Ogburn, Daniel Bell, Lewis Morgan, Gerhard Lenski, Karl Marx, Leslie White och Clarence Edwin Ayres. Bland nutida företrädare märks bland andra Raymond Kurzweil.

## Teknologiska imperativet
Det teknologiska imperativet kan bidra till en snabb och utbredd användning av teknologi, ibland utan övervägande av potentiella konsekvenser. Konceptet är ofta uppmuntrat av stora företag inom teknologi, för att öka användandet av dess produkter och påskynda anpassningen för teknologin i samhället.